# Крылов, Иван Сергеевич
Иван Сергеевич Крылов (род. 17 июля 1996, Кострома) — российский хоккеист, защитник.

## Биография
Уроженец Костромы. Начал заниматься хоккеем в 9 лет в школе ярославского «Локомотива», каждое утро ездил 70 километров из Косторомы. Поначалу занимался с детьми, уже учившимися 3-4 года. В 16 лет перешёл в школу череповецкой «Северстали», в сезонах 2013/14 — 2015/16 выступал за команду МХЛ «Алмаз». В дальнейшем играл в ВХЛ. Выступал за команды «СКА-Нева» (2016/17 — 2017/18), «Сокол» Красноярск (2018/19), «Лада» (2019/20). 26 июня 2020 года перешёл в «Сарыарку», но после того, как клуб вернулся из ВХЛ в чемпионат Казахстана, 13 августа покинул команду. Играл за «Торос» (2020/21 — 2021/22), «Челмет» (2021/22), «Динамо» СПб (2022/23), «Дизель» (2023/24). В феврале 2024 года перешёл в клуб чемпионата Казахстана «Хумо» Ташкент.На данный момент состоит в клубе "Южный урал" Оренбургская область.
Победитель хоккейного турнира Универсиады 2019.